# 공손공
공손공(公孫恭, ? ~ ?)은 중국 삼국 시대 위나라에 종속한 요동의 세력가이다. 고자였으며 조카 공손연에게 쫓겨났다.

## 생애
고자였다. 204년(건안 9년) 형인 공손강이 아버지 공손탁을 이으면서 공손공은 영녕향후(永寧鄕侯)에 봉해졌다. 공손강 사후 그 아들들이 어려 대신 요동태수를 이었다. 221년(황초 2년) 위나라 황제 조비로부터 거기장군을 받았다. 228년(태화 2년) 공손강의 차남 공손연에게 태수직을 빼앗기고 유폐당했다. 238년(경초 2년) 위나라의 사마의가 공손연을 토벌하면서 구출되었다. 이후의 삶은 알 수 없다.

## 삼국지연의
사서가 아닌 소설 《삼국지연의》에서는 조조한테 완전히 패해 공손강에게 의탁하러 온 원희, 원상 형제가 장차 공손강을 도모하려는 속셈을 품었다는 것을 눈치채고 ‘까치집을 빼앗으려는 비둘기와 같다’ 며 먼저 죽이자고 한다. 정사대로 공손강의 직위를 이었다가 공손연에게 태수직을 빼앗긴다.

## 가계
- 아버지 : 공손탁
  - 형 : 공손강
    - 조카 : 공손황, 공손연

## 같이 보기
- 삼국지 인물 목록

## 참고 문헌
- 《삼국지》8권 위서 제8 공손탁